# Duke Nukem 3D
Duke Nukem 3D è un videogioco del genere degli sparatutto in prima persona sviluppato dalla 3D Realms e pubblicato il 29 gennaio 1996 prima per PC e successivamente per alcune console.
Il gioco è il successore dei precedenti Duke Nukem (noto anche come Duke Nukum) e Duke Nukem II, platform/sparatutto in 2D, sviluppati dalla Apogee Software. Le versioni shareware dei tre giochi sono disponibili nelle rispettive sezioni del sito 3D Realms. La 3D Realms rese poi disponibile l'intero codice sorgente della versione 1.5 del gioco, sotto licenza GPL, a partire dal 1º aprile 2003.
Ha avuto un sequel Duke Nukem Forever, il cui sviluppo venne annunciato il 28 aprile 1997, ma pubblicato il 10 giugno 2011.

## Trama
Agli inizi del XXI secolo, una razza aliena ha approfittato dell'assenza di Duke Nukem per conquistare il mondo, sopraffacendo le Earth Defence Forces. Il gioco, che inizia immediatamente dopo i fatti di Duke Nukem II, metterà il giocatore nuovamente nei panni del personaggio, definito dalle cronache "il più grande eroe della Terra", per combattere e sconfiggere gli invasori.

## Modalità di gioco

### Le ambientazioni
Il gioco si suddivide in tre episodi, due dei quali ambientati sulla terra a Los Angeles e uno su una base lunare, per un totale di 28 livelli. I livelli sulla terra sono molto vari e comprendono quartieri a luci rosse, un carcere, un ristorante giapponese e zone allagate. Sono anche presenti delle mappe espressamente create dedicate al multiplayer.
Le ambientazioni sono interattive. È possibile, infatti, distruggere molti oggetti e utilizzarne alcuni come vasi sanitari, telefoni pubblici e così via.
Per esempio, sparando a una bombola del gas o a un muro crepato, quest'ultimo viene distrutto, permettendo così di raggiungere un nuovo luogo, spesso segreto.

### Il personaggio
Duke Nukem si contraddistingue per lo stile dissacrante e il carattere prettamente maschilista del protagonista, che oltre ad essere violento come per la maggior parte dei videogiochi d'azione, è in grado di manifestare comportamenti peculiari:
- Per diventare più veloce, Duke assume steroidi;
- Duke urina liberamente nei bagni senza nascondere la soddisfazione per la cosa;
- Può rompere WC e idranti per berne l'acqua e rigenerare la salute;
- Duke prende in giro l'utente chiedendogli "se stesse aspettando Natale" per farlo muovere;
- Premendo i tasti funzione (versione PC) Duke pronuncia delle frasi molto colorite;
- Duke stacca la testa di un mostro, dopo averlo ucciso, e gli defeca giù per il collo leggendo il giornale e fischiettando;
- Nei night club Duke paga le spogliarelliste;
- Duke prende in giro i nemici dopo averli uccisi;
- Pestando delle feci lasciate in terra, Duke si lamenta ("shit happens");
- Duke irrompe in cinema a luci rosse;
- Al termine della missione finale, per festeggiare Duke non si risparmia, portandosi a letto una donna (solo udibile).

Non sono presenti contenuti fortemente pornografici e quelli presenti, oltre a essere soft, sono in un contesto umoristico. Nel videogioco è inoltre prevista una funzione chiamata Parental lock che, attraverso l'inserimento di una password, nasconde durante il gioco i contenuti a sfondo violento o sessuale.

### Innovazioni tecniche
Il motore 3D utilizzato, il BUILD, sviluppato da Ken Silverman, accorpava molte caratteristiche già presenti in altri titoli dell'epoca, presentandole contemporaneamente: piani inclinati, settori mobili e un sistema di scripting permisero ai level designer di creare ambientazioni interattive come sale giochi con tanto di biliardo funzionante, bar e discoteche con karaoke e ballerine, ristoranti, porte e ascensori realistici. Altro elemento innovativo era quello di poter tuffarsi e nuotare sott'acqua, con tanto di audio distorto e movimenti rallentati.
Nel disco di gioco è incluso l'editor di mappe, dotato di un'innovativa modalità 3D che permette di applicare modifiche in tempo reale, come ad esempio cambiare una texture o modificare l'altezza di un settore, visualizzandole come se si stesse giocando, evitando così di uscire dal programma.

## Versioni
Duke Nukem 3D è stato convertito per la maggior parte delle console per videogiochi dell'epoca.
- La versione PlayStation, intitolata Duke Nukem: Total Meltdown (In Europa semplicemente Duke Nukem), include alcune nuove zone e un episodio inedito, in seguito incluso nelle versioni PC. Sono inoltre presenti alcune nuove musiche, nuovi nemici e un nuovo boss[3].
- La versione Sega Saturn è stata realizzata da Lobotomy Software e pubblicata da SEGA. Il titolo rimane uguale, mentre il motore grafico utilizzato non è il BUILD bensì lo SlaveDriver della stessa Lobotomy, creato per Exhumed. Questa versione include inoltre una modalità multiplayer tramite Sega NetLink.
- La versione Nintendo 64, intitolata Duke Nukem 64, presenta diverse lacune: è priva di musiche (tranne che nei menu); tutti i riferimenti a sesso e droghe sono stati rimossi. È presente una modalità multiplayer fino a quattro giocatori in split screen.
- Nel 1998 è stata pubblicata una versione per Sega Megadrive realizzata da Tec Toy. Più simile a Wolfenstein 3D che all'originale Duke Nukem 3D, è stata commercializzata nel solo Brasile[4].
- Esiste una versione per la console portatile di Tiger Electronics, Game.com.
- Il 24 settembre 2008 Duke Nukem 3D è stato reso disponibile attraverso il servizio Xbox Live. Questa versione include una modalità "riavvolgimento", per ritornare alcuni secondi indietro in caso di morte; una modalità cooperativa, oltre che al classico "Dukematch"; possibilità di salvare dei filmati di gioco; musiche migliorate.

## Copertina
La copertina originale della confezione mostra il protagonista in una posizione sopraelevata intento a sparare ai nemici verso il basso, e spesso viene considerata fortemente ispirata a quella di Doom (1993), ma in realtà l'inquadratura e la posa del personaggio riprendono platealmente quelle del protagonista nella locandina del film L'armata delle tenebre (1992). Si tratta di uno dei casi più emblematici di questo tipo di plagio, che comunque è stato piuttosto comune in passato.

## Espansioni
Dopo la prima versione del gioco del maggio 1996, sono state pubblicate diverse riedizioni ed espansioni.
- Plutonium PAK/Atomic Edition: La versione Atomic Edition, pubblicata nel novembre 1996, contiene i tre episodi più un quarto, portando a 41 il numero dei livelli; sono stati inoltre aggiunti tre nuovi nemici, una nuova arma, una modalità multiplayer con bot e un migliore sistema di script, realizzato per creare più facilmente modifiche amatoriali. Per i possessori della versione originale di Duke Nukem 3D è stato realizzato un aggiornamento chiamato Plutonium PAK, che aggiungeva tutti i contenuti della Atomic Edition.
- Duke Caribbean: Life's a Beach: espansione autorizzata da 3D Realms, realizzata da Sunstorm Interactive. La trama: Duke decide di prendersi una vacanza rilassante ai tropici, ma scopre che anche gli alieni hanno avuto la stessa idea. Contiene nuove armi, livelli e nemici in tema.
- Duke it out in D.C.: Altra espansione autorizzata nel quale Duke deve salvare l'allora presidente degli Stati Uniti Bill Clinton, anch'essa realizzata da Sunstorm ma senza autorizzazione di 3D Realms, sebbene in seguito sia stata inclusa nella compilation ufficiale Duke Nukem: Kill-A-Ton Collection.
- Duke: Nuclear Winter: Espansione non ufficiale realizzata da Simply Silly Software; Babbo Natale è sotto il controllo mentale degli alieni.
- Duke Nukem 3D: Megaton Edition: Compilation contenente l'espansioni sopracitate: Atomic Edition, Duke Caribbean: Life's a Beach, Duke it out in D.C. e Duke: Nuclear Winter.
- Duke Xtreme: Compilation di 50 livelli, realizzati da Sunstorm.
- Duke!Zone I e II: Altre compilation di livelli.
- Megaton Edition: versione pubblicata tramite Steam, contiene l'Atomic Edition e le espansioni Duke It Out In D.C., Duke Caribbean: Life's a Beach, e Duke: Nuclear Winter utilizzabili sia in versione originale che con un motore grafico aggiornato.
- 20th Anniversary World Tour: sviluppata da Nerve Software e Gearbox Software e pubblicata da Gearbox Publishing, è una conversione per PlayStation 4, Xbox One e PC, con pubblicazione via Steam. Uscita l'11 Ottobre 2016, questa versione include un quinto episodio originale creato dai designer originali, nuove musiche composte da Lee Jackson, un nuovo doppiaggio di Duke con l'iconica voce di Jon St. John, nuovi nemici e un sistema di illuminazione rinnovato. Tuttavia non sono incluse le espansioni presenti nelle Kill-A-Ton Collection e Megaton Edition. Il 25 Giugno 2020 viene pubblicata la versione Nintendo Switch, convertita per la piattaforma da Sonka Games.

## Total conversion e mod
Col passare degli anni si sono resi disponibili diversi mod e add-on creati dagli utenti di Duke Nukem 3D rendendo disponibili nuove mappe, nuovi episodi o total conversion che rendono irriconoscibile il gioco. Questo grazie all'editor BUILD incluso nel gioco e alla relativa facilità con la quale era possibile creare nuove mappe e modificare il gameplay.